# Acalypha arborea
Acalypha arborea é uma espécie de flor do gênero Acalypha, pertencente à família Euphorbiaceae.